# Limnophora rufimana
Limnophora rufimana är en tvåvingeart som först beskrevs av Gabriel Strobl 1893.  Limnophora rufimana ingår i släktet Limnophora och familjen husflugor. Inga underarter finns listade i Catalogue of Life.